# Накъдочис (окръг, Тексас)
Окръг Накъдочис (на английски: Nacogdoches County) е окръг в щата Тексас, Съединени американски щати. Площта му е 2541 km², а населението - 62 768 души. Административен център е град Накъдочис.